# Schloss Steinach (Fürth-Steinach)

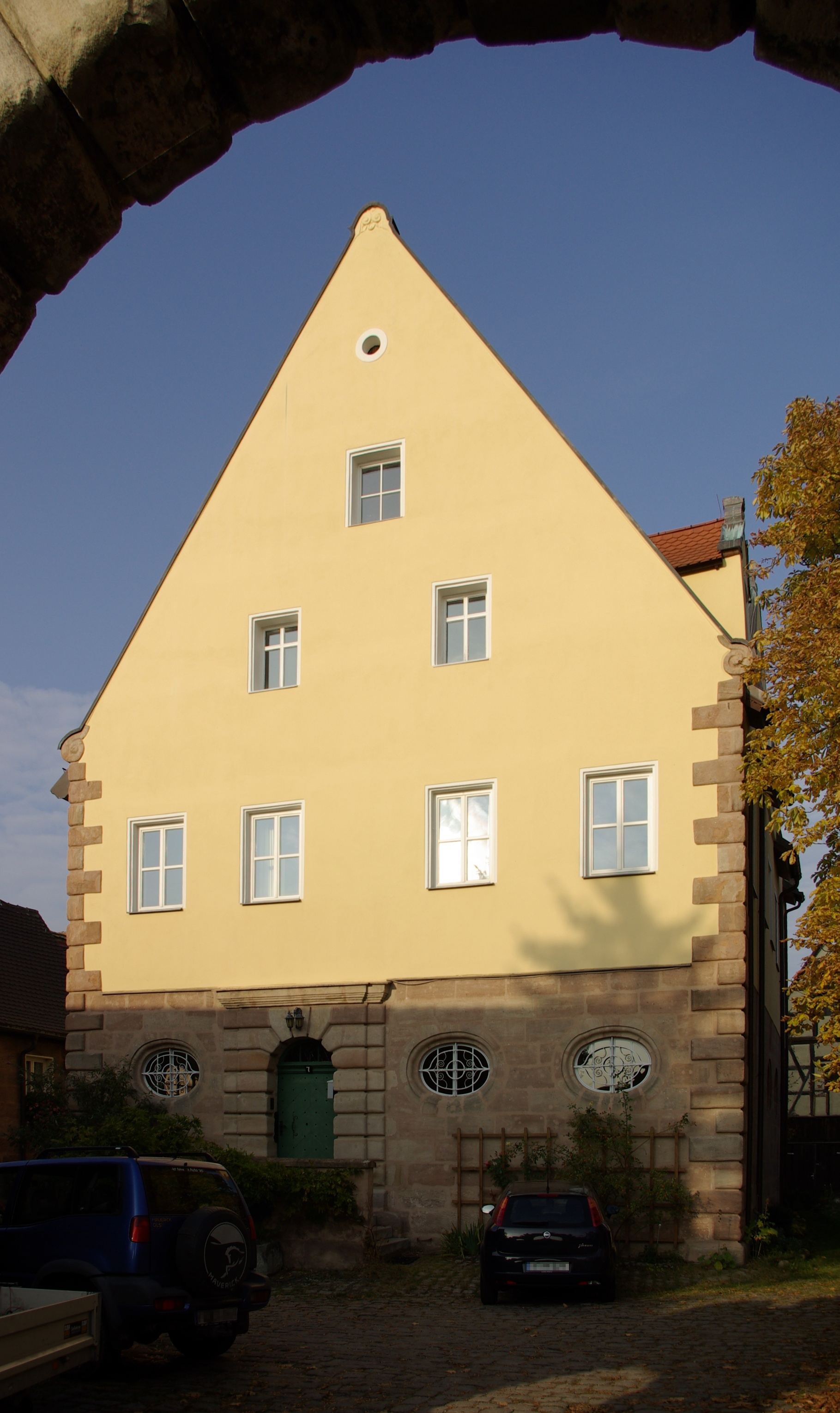
Schloss Steinach (Fürth-Steinach)

Das ehemalige Schloss Steinach ist ein denkmalgeschütztes Bauwerk, das im Gemeindeteil Steinach der kreisfreien Stadt Fürth (Mittelfranken, Bayern) steht. Es ist unter der Denkmalnummer D-5-63-000-1551 als Baudenkmal in die Bayerische Denkmalliste eingetragen.

## Beschreibung
Das Schloss, ein rechteckiger, zweigeschossiger, mit Ecksteinen versehener Massivbau wurde 1659–61 erbaut. Das Erdgeschoss wurde aus Quadermauerwerk errichtet, das Obergeschoss ist verputzt. Auf der Ostseite hat das Satteldach Zwerchhäuser, auf der Westseite steht ein Treppenturm. Sein Saal ist mit Stuck aus der Bauzeit dekoriert.